# Метилтетрагідрофуран
Метилтетрагідрофуран, 2-метилтетрагідрофуран, 2MeTHF  — органічна сполука з молекулярною формулою CH3C4H7O. Це легкозаймиста, безбарвна рідина з низькою в'язкістю та характерним запахом. Сполука є похідною від фурфуролу і може використовуватися як біопаливо.
2-метилтетрагідрофуран має рідкісну властивість — його розчинність зменшується з ростом температури. У присутності повітря має тенденцію, як багато інших етерів утворювати пероксиди. Швидкість утворення пероксидів близька до перекису тетрагідрофурану.
2-метилтетрагідрофуран отримують як побічний продукт в промисловому виробництві фурфурилового спирту з фурфуролу; в іншому випадку — за допомогою нікель-каталізованого гідрування з 2-метилфурану. У лабораторії 2-метілтетрагідрофуран також може бути отриманий, циклізацією і гідруванням левулінової кислоти: циклізація і скорочення дає γ-валеролактон, а лактон може бути гідрогенізований до 1,4-пентандіолу, який потім може бути зневоднений для отримання 2-метилтетрагідрофурану:
Може добуватись з відновлюваних ресурсів (кукурудзяні качани, жом цукрової тростини та інших рослин і сільськогосподарських відходів).